# Posljednja pjesma
Posljednja pjesma (eng. The Last Song) je američka romantična drama koju je režirala Julie Anne Robinson, a film je snimljen po istoimenom romanu Nicholasa Sparksa. U glavnim ulogama se nalaze Miley Cyrus, Liam Hemsworth, i Greg Kinnear. Snimanje filma se odvijalo u američkoj državi Georgiji. Radnja filma se vrti oko problematične i buntovne tinejdžerke Ronnie koja odlazi provesti praznike sa svojim ocem u malom gradu na jugu SAD-a te se zaljubljuje u lokalnog dečka. Premijerno prikazivanje filma bilo je planirano za 8. siječnja 2010., ali je kasnije pomjereno na 31. ožujka 2010.

## Radnja
Sedemnaestogodišnja Veronica Ronnie Miller (Miley Cyrus) je postala buntovna i problematična od rastave njezinih roditelja prije tri godine, kada joj se otac Steve Miller (Greg Kinnear) preseli u gradić na jugu SAD-a, u saveznoj državi Georgiji. Iako je veoma nadarena za sviranje glasovira, sada Ronnie odbija sviranje tog instrumenta zbog oca jer se odselio, koji ju je inače poticavao i podučavao.
Sada, Steve dobiva priliku da obnovi svoj odnos s Ronnie, kada ju njezina majka Kim (Kelly Preston) šalje da provede ljeto zajedno s mlađim bratom Jonahom (Bobby Coleman) i ocem. Steve, profesor na glazbenom sveučilištu Juilliard i profesionalni pijanist sada živi u Tybee Islandu, gradiću na obali u Georgiji gdje je odrastao, sada popravlja štetu na lokalnoj crkvi koja je stradala u požaru.
Po dolasku, Ronnie se ponaša nesretno, neprijateljski i obrambeno prema svima oko sebe, uključujući popularnog i zgodnog Willa Blakeleea. Ona i Will se spletom okolnosti zajedno uključe u Loggerhead Sea Turtle zaštitu gnijezda kornjača. Zaljubljujući se u Willa, Ronnie polako učvršćuje odnos s ocem. Jednog dana otac joj se sruši od kašljanja te ga Ronnie odvede u bolnicu, gdje saznaje da joj otac boluje od raka. Odluči provoditi što više vremena s ocem nakon što dozna da on neće još dugo živjeti. U međuvremenu, Will i Ronnie se posvađaju te Will ode na fakultet. 
Steve je radio na jednom glazbenom djelu neko vrijeme kao skladatelj. Dolazi jesen i Jonah se mora vratiti u New York, dok Ronnie ostaje brinuti se za oca. Pokušava provoditi što više vremena s njim kako bi nadoknadila tri godine koje ga je ignorirala. I na kraju, otac joj umire te je Ronnie skrhanog srca.
Na njegovom sprovodu, Ronnie se ustaje da bi održala govor, ali umjesto toga izjavi kako nijedan od govora neće moći iskazati koliko je divan njezin otac zaista bio. Umjesto toga, Ronnie je dovršila glazbeno djelo koje je njezin otac počeo kompozirati, ali nikada nije završio. 
Nakon pogreba, Ronnie razgovara s poznanicima te naiđe na Willa. Njih dvoje razgovaraju te se izmire. Na kraju filma Ronnie kaže Willu kako će ići na Juilliard u drugom semestru. Will iznenadi Ronnie otkrivajući da će se prebaciti na Columbiu u drugom semestru.

## Uloge
- Miley Cyrus kao Veronica "Ronnie" L. Miller, ljutita i buntovna sedamnaestogodišnjakinja koja je prisiljena provest ljeto s ocem kojeg nije vidjela tri godine.[4]
- Greg Kinnear kao Steve Miller, Ronnin i Jonahov otac te jedan od osnivača Juilliard, profesor i profesionalni pijanist koji se preselio u Georgiju nakon rastave.[5]
- Kelly Preston kao Kim, majka Ronnie i Jonaha koja ih šalje iz New Yorka u Georgiju da provedu ljeto s njihovim ocem.
- Liam Hemsworth kao Will Blakelee, popularni igrač odbojke na pijesku u kojeg se Ronnie zaljubljuje.
- Bobby Coleman kao Jonah Miller, mlađi brat Ronnie koji je također prisiljen provest ljeto s ocem.
- Nick Lashaway kao Marcus, Blazein nasilni dečko koji s njim prekida jer želi Ronnie.
- Carly Chaikin kao Blaze, buntovna prijateljica Ronnie koja ju naposljetku razočara.
- Adam Barnett kao Teddy, mladi ubojica koji je vješ u žongliranju.
- Nick Searcy kao Tom Blakelee, Willov otac.
- Melissa Ordway kao Ashley, Willova bivša djevojka.
- Carrie Malabre kao Cassie, Ashleyina najbolja prijateljica.
- Rhoda Griffis kao liječnica.
- Lance E. Nichols kao Pastor Charlie Harris, svećenim u lokalnoj crkvi.
- Hallock Beals kao Scott, Willov ljubomorni prijatelj koji pokušava povađati Willa i Ronnie.
- Stephanie Leigh Schlund kao Megan Blakelee, Willova starija sestra koja je zaručena.

## Soundtrack
"When I Look at You", pjesma Miley Cyrus koja se originalno nalazi na njezinom EP-u "The Time of Our Lives", izdanom 31. kolovoza 2009., je bila uključena u soundtrack jer se dobro uklopila u film. Pjesma je korištena u pozadini trailera za film.

### Popis pjesama
1. "Tyrant" - OneRepublic - 5:04
2. "Bring on the Comets" - VHS Or Beta - 4:02
3. "Setting Sun" - Eskimo Joe - 3:39
4. "When I Look at You" - Miley Cyrus - 4:09
5. "Brooklyn Blurs" - The Paper Raincoa - 4:15
6. "Can You Tell" - Ra Ra Riot - 2:41
7. "Down the Line" - José González - 3:10
8. "Each Coming Night" - Iron & Wine - 3:25
9. "I Hope You Find It" - Miley Cyrus - 3:55
10. "She Will Be Loved" - Maroon 5 - 4:16
11. "New Morning" - Alpha Rev - 3:44
12. "Broke Down Hearted Wonderland" - Edwin McCain - 3:02
13. "A Different Side of Me" - Allstar Weekend - 3:00
14. "No Matter What" - Valora - 3:22
15. "Heart of Stone" - The Raveonettes - 3:55
16. "Steve's Theme" - Aaron Zigman - 3:18